# りゅうこつ座
りゅうこつ座（りゅうこつざ、Carina）は、現代の88星座の1つ。18世紀半ばにプトレマイオスの48星座の1つアルゴ座の中に設けられた小区画を起源とする新しい星座で、船の竜骨をモチーフとしている。
α星のカノープスは、全天21の1等星の中でおおいぬ座のシリウスに次いで2番目に明るく見える恒星である。α星以外にも明るい星が多いが、南天の高緯度にあるため、日本など北半球の中緯度地域では星座の北端しか見えない。一方、南半球ではみなみじゅうじ座やケンタウルス座と共に代表的な星座となっている。

## 主な天体

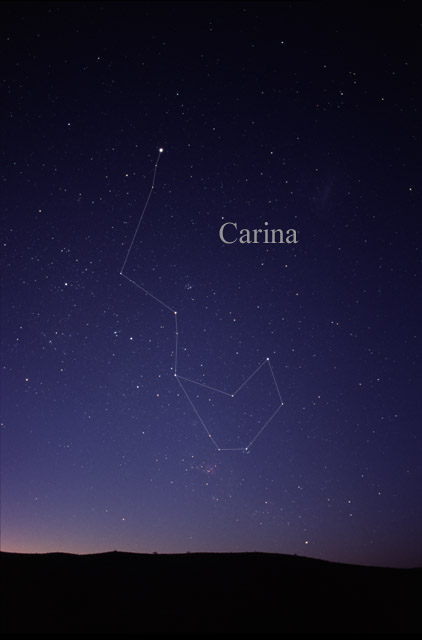
りゅうこつ座

ι星・ε星とほ座のδ星とκ星を結んでできる十字架形は、南十字星と見誤りやすいため「にせ十字」と呼ばれる。また、にせ十字とみなみじゅうじ座の間にある、θ星とβ星を結んだ線分とυ星とω星を結んだ線分を組み合わせた十字形は「ダイヤモンド・クロス (英: Diamond Cross)」と呼ばれる。
銀河面に近いθ星やη星の近辺にある星団や星雲は、アマチュア天文家の観測対象とされている。

### 恒星
1等星のα星のほか、β星、ε星、ι星の3つの2等星がある。2023年6月現在、国際天文学連合 (IAU) によって6個の恒星に固有名が認証されている。
- α星：見かけの明るさ-0.74 等、スペクトル型A9IIの白色の輝巨星[9]。りゅうこつ座で最も明るく見える恒星で、全天21の1等星の中でも2番目に明るく見える。「カノープス[10](Canopus[8])」という固有名で知られる。
- β星：見かけの明るさ1.69 等、スペクトル型A1IIIの白色の巨星で、2等星[11]。りゅうこつ座で2番目に明るく見える恒星。2等星の中では最も天の南極に近い位置にある[11]。「ミアプラキドゥス[10](Miaplacidus[8])」という固有名を持つ。
- ε星：見かけの明るさ2.01 等でスペクトル型K3:IIIのA星と3.85 等でB2VpのB星からなる二重星[12][13]。にせ十字を形作る星の1つで、1930年代に名付けられた[14]「アヴィオール[10](Avior[8])」という固有名を持つ。
- ι星：見かけの明るさ2.26 等、スペクトル型A7Ibの白色超巨星で、2等星[15]。にせ十字を形作る星の1つで「アスピディスケ[10](Aspidiske[8])」という固有名を持つ。
- HD 63765：太陽系から約106 光年の距離にあるG型主系列星で8等星[16]。国際天文学連合の100周年記念行事「IAU100 NameExoWorlds」でボリビアに命名権が与えられ、主星はTapecue、太陽系外惑星はYvagaと命名された[17]。
- HD 95086：太陽系から約282 光年の距離にある若いA型星[18]で、7等星[19]。2013年に太陽系外惑星HD 95086bが発見された[18]。2022年から2023年にかけてIAUが実施したキャンペーン「NameExoWorlds 2022」でギリシャ共和国からの提案が採用され、主星はAiolos、太陽系外惑星はLevantesとそれぞれ命名された[20]。

その他によく知られた恒星として以下のものがある。
- η星：「高光度青色変光星 (LBV, Luminous Blue Variable)」に分類される大質量星[21]。観測記録が残る16世紀から21世紀に至るまでその明るさを大きく変化させており、天の川銀河内で次に超新星爆発を起こす天体の有力候補の1つとされている[22]。変光星としては「かじき座S型変光星 (SDOR)」に分類され、約5.54年の周期で変光している[23]。19世紀半ばには "Great Eruption" と呼ばれる大増光が起こり、ピーク時にはカノープスを凌ぐ-1.0 等まで増光した[24]。その後急激に減光し、1870年代には肉眼で観測できなくなった[24]が、1950年代から増光が始まり、2010年代後半には4.0 等前後まで増光している[25]。太陽の100倍以上の質量を持つ超大質量星であると考えられており、直接の証拠は見つかっていないものの、恒星風の衝突に起因する衝撃波によって熱せられたガスから放射されるX線の光度変化から、40 M☉程度の質量を持つ伴星が存在すると考えられている[26]。この連星系を取り囲むように広がる双極性の星雲は、19世紀の Great Eruption で放出されたガスと塵によって生成されたものであり、1944年に初めて観測された際にその姿が人型に見えたことから[27]「ホムンクルス星雲（人形星雲、英: Homunculus Nebula）」の通称で呼ばれる[21]。
- θ星：太陽系から約427 光年の距離にある、見かけの明るさ2.76 等、スペクトル型B0Vpの主系列星で、3等星[28]。散開星団IC 2602で最も明るく見える。
- υ星：見かけの明るさ2.99 等の3等星[29]。約5秒離れた位置に見える5.99 等のB星[30]とは連星系を成していると考えられている。
- χ星：見かけの明るさ3.431等、スペクトル型B3IVの準巨星で、3等星[31]。変光星としては脈動変光星の一種の「ケフェウス座β型変光星 (BCEP)」に分類される[32]。
- ω星：太陽系から約285 光年の距離にある、見かけの明るさ3.33 等、スペクトル型B7IIIの巨星で、3等星[33]。

### 星団・星雲・銀河
- NGC 2867：太陽系から約7,350 光年の距離にある惑星状星雲[34]。パトリック・ムーア（英語版）がアマチュア天文家の観測対象に相応しい星団・星雲・銀河を選んだコールドウェルカタログで、90番に選ばれている[7]。
- NGC 3532：太陽系から約1,620 光年の距離にある散開星団[35]。願いを込めて投げ込まれたコインが溜まった井戸の底に喩えて「願いの井戸星団 (Wishing Well Cluster)」という呼び名でも知られる[36]。コールドウェルカタログの91番に選ばれている[7]。
- NGC 3372：「イータカリーナ星雲[37] (英: Eta Carinae Nebula)」や「カリーナ星雲[36](英: Carina Nebula)」などの通称で知られる散光星雲。太陽系から約8,500 光年の距離にあり[38]、肉眼でも見ることができる。内部には星雲の名称となっているη星のほか、WR 25（英語版）やHD 93129など天の川銀河の中でも最大級の光度で輝く恒星が存在している。コールドウェルカタログの92番に選ばれている[7]。
  - 鍵穴星雲 (英: Keyhole Nebula)：イータカリーナ星雲の中にある暗黒星雲で、鍵穴のような形をしていることからこの名前で呼ばれる[39][40]。
  - ミスティック・マウンテン：イータカリーナ星雲の中にあるガスと塵からなる柱状の構造[41]。2010年4月にハッブル宇宙望遠鏡の打ち上げ20周年を記念して、広視野カメラ3 (Wide Field Camera 3, WFC3) によって撮像された姿に対して命名された[41][42]。約3 光年にもわたる柱状構造の内部では星が生成されており、誕生した星や周囲の星からの恒星風で数百万年後には散逸してしまうと考えられている[41]。
  - NGC 3324：イータカリーナ星雲中の星形成領域。2022年7月12日、赤外線宇宙望遠鏡「ジェイムズ・ウェッブ」の最初の成果として、NGC 3324の「宇宙の断崖 (英: Cosmic Cliffs)」と呼ばれる領域の撮像が公表された[43]。
- NGC 2516：太陽系から約1,350 光年の距離にある散開星団[44]。かに座のプレセペ星団 (英: Beehive Cluster) と似ていることから「The Southern Beehive Cluster」とも呼ばれる[45]。コールドウェルカタログの96番に選ばれている[7]。
- IC 2602：太陽系から約500 光年の距離にある散開星団[46]。星団で最も明るく見えるθ星の名を取って Theta Carinae Cluster、またおうし座のプレヤデス星団と似ていることから「南天のプレヤデス[5](英: Southern Pleiades)」とも呼ばれる。コールドウェルカタログの102番に選ばれている[7]。

- ハッブル宇宙望遠鏡 (HST) のACS/WFCの観測データから画像化された惑星状星雲NGC 2867。
- チリにある欧州南天天文台 (ESO) のラ・シヤ天文台のMPG/ESO2.2メートル望遠鏡で撮影された「願いの井戸星団 (英: Wishing Well Cluster)」の通称で知られる散開星団NGC 3532。
- HSTのACSとセロ・トロロ汎米天文台のビクター・M・ブランコ4メートル望遠鏡に搭載されたMOSAIC2カメラによる撮像を合成した、イータカリーナ星雲の全景。OBアソシエーションの「りゅうこつ座OB1（英語版）」に属する星団や極大質量星の位置がマッピングされている。
- ESOのラ・シヤ天文台のMPG/ESO2.2メートル望遠鏡で撮影された暗黒星雲「鍵穴星雲 (英: Keyhole Nebula)」。
- イータカリーナ星雲内にある、通称「ミスティック・マウンテン英: Mysthick Mountain」と呼ばれる星生成領域。
- 2022年にジェイムズ・ウェッブ宇宙望遠鏡のファーストライトとして公開された、イータカリーナ星雲内にある星生成領域NGC 3324の「宇宙の断崖 (英: Cosmic Cliffs)」と呼ばれる領域の撮像。
- The Southern Beehive の通称で知られる散開星団NGC 2516。
- 「南天のプレヤデス」の通称で知られる散開星団IC 2602。

## 由来と歴史
りゅうこつ座の原型となったのは、古代ギリシアの伝承に登場するアルゴ船をモチーフとした星座アルゴ座である。しかし、現在のりゅうこつ座の領域全てがアルゴ座の一部と見なされるようになったのは18世紀半ばになってから、また独立した星座として扱われるようになったのは19世紀後半からである。
星座としてのアルゴ座は紀元前1000年頃には生まれていたと考えられており、紀元前4世紀頃の古代ギリシアの天文学者クニドスのエウドクソスの著書『ファイノメナ (古希: Φαινόμενα)』に既に名前が登場している。2世紀頃にアレクサンドリアで活躍した帝政ローマ期の学者クラウディオス・プトレマイオスの著書『アルマゲスト』には、45個の星がアルゴ座に属するとされた。これらプトレマイオスの選んだ星の中には、現代のりゅうこつ座の星は北西端にあるα・χ・fの3星しか含まれておらず、β・ε・ι・θ・υ・ω などの星は含まれていなかったと考えられている。
大航海時代以降、南天の観測記録が欧州にもたらされるようになると、アルゴ座の領域は『アルマゲスト』に記されたものから東と南に拡張されていった。ドイツの法律家ヨハン・バイエルが、オランダの天文学者ペトルス・プランシウスやヨドクス・ホンディウスが製作した天球儀から南天の星の位置をコピーして製作した全天星図『ウラノメトリア』では、アルゴ座の領域はプトレマイオスが示したものよりも南東方向に拡張された。この拡張により、現代のりゅうこつ座の領域のほぼ全てがアルゴ座の領域とされた。
17世紀イギリスの天文学者エドモンド・ハリーは、自身のセントヘレナ島での観測記録を元に製作・出版した南天の星図『Catalogus Stellarum Australium』で、アルゴ座とケンタウルス座の間にあった未所属の星とアルゴ座の南東部の星を用いて、チャールズ2世に縁のあるロイヤルオークをモチーフとした新星座「Robur Carolinum (チャールズの樫)」を設けた。ハリーが考案したこの新星座には、現在のりゅうこつ座の東側にある β・η・θ・υ・ω などの星が含まれていた。しかし、多分に政治的色合いの濃いこの星座は天文学者たちから忌避され、次第に廃れていった。
- ヨハン・バイエル『ウラノメトリア』（1603年）に描かれたアルゴ座 (Navis)。プランシウスによって、現在のりゅうこつ座の南東側の星々もアルゴ座の一部とされるようになった。
- エドモンド・ハリーの南天星図（1678年）に描かれた星座 Argo と Robur Carolinum。Robur Carolinum には、のちにりゅうこつ座の一部となる恒星が使われていた。

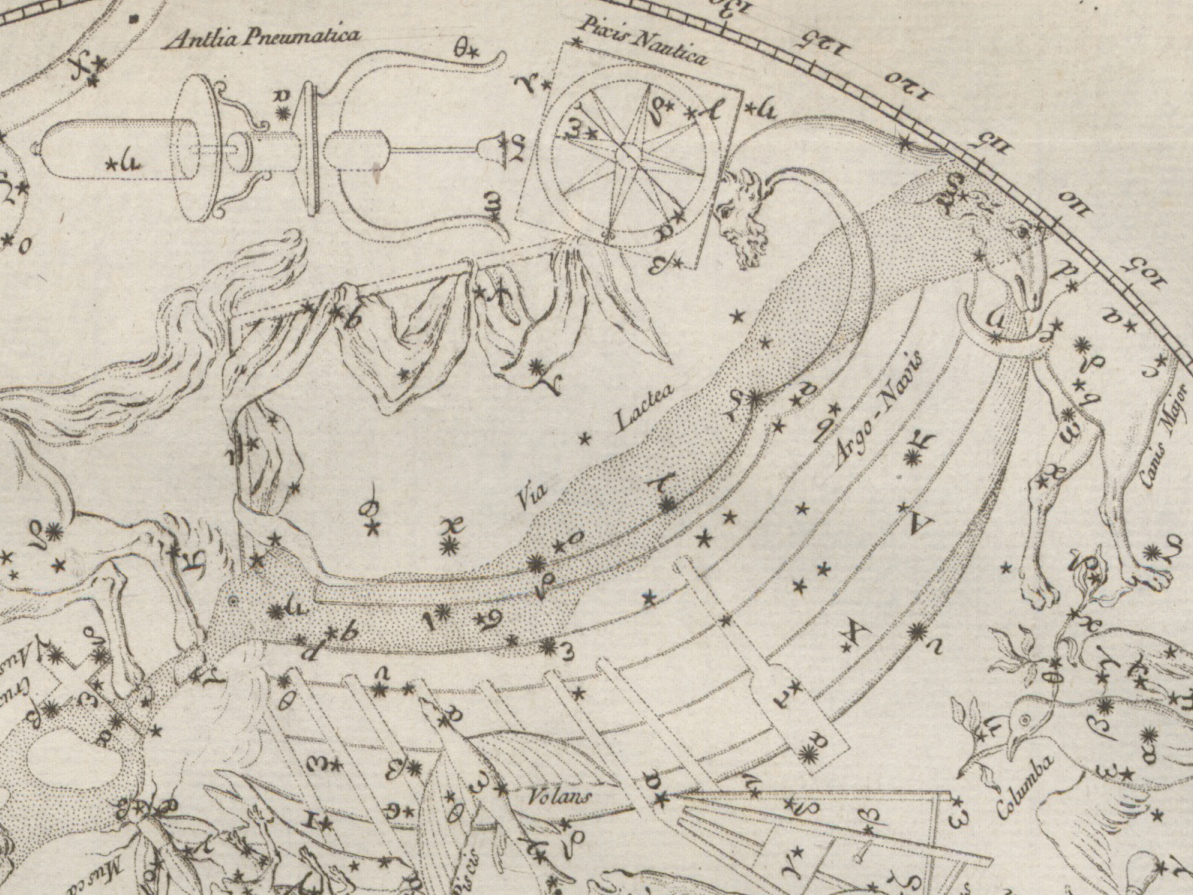
ニコラ＝ルイ・ド・ラカイユ『Coelum australe stelliferum』（1763年）に描かれた Argo Navis（アルゴ船）。ラカイユは、バイエルがマストに見立てた星を用いて Pixi Nautica、のちのらしんばん座を設けたが、それ以外の部分は1つの星座と見なしていた。

現在のりゅうこつ座の枠組みを初めて設けたのは、18世紀フランスの天文学者ニコラ＝ルイ・ド・ラカイユであった。ラカイユは、1756年に出版されたフランス科学アカデミーの1752年版紀要に寄稿した星表と星図でアルゴ座に以下の改変を加えた。
1. ハリーの Robur Carolinum を廃して、これらの星をアルゴ座の一部分とすることで、アルゴ座を東方向に拡張した[53][47]。これにより、現在のりゅうこつ座の領域のほとんどがアルゴ座に復帰した。
2. バイエルが「マストの4星」とした部分をアルゴ座から切り離し、新たに航海用コンパスを擬した星座 la Boussole を設定した[58][注 3]。この星座は1763年の星表ではラテン語化した Pixis Nautica と改名され、のちのらしんばん座 (Pyxis) の元となった。
3. バイエルがアルゴ座に付したギリシア文字とラテン文字の符号を全て廃して、新たにギリシア文字の符号をαからωまで振り直した[59]。
4. アルゴ座に、Corps du Navire (船体) 、Pouppe du Navire (船尾) 、Voilure du Navire (船の帆) の3つに小区画を設けた。これらは、ラカイユの死後1763年に出版された星表『Coelum australe stelliferum』では、それぞれラテン語で Argûs in carina（アルゴの竜骨）、Argûs in puppi（アルゴの船尾）、Argûs in velis（アルゴの帆） とされた[59]。
5. Corps du Navire、Pouppe du Navire、Voilure du Navire の星のうちギリシア文字の符号が付されていないものに対しては、小区画ごとにラテン文字の小文字で a、b、c……z 、続いて大文字で A、B、C…… Z と符号を付けた[55][注 4]。

ラカイユによるこれらの改変によって生まれた小区画の1つ Corps du Navire または Argûs in carina が、りゅうこつ座 (Carina) の原型となった。
ラカイユはプトレマイオスの権威を尊重し、それまでの天文学者らと同じくアルゴ座を1つの星座と見なしていた。これは19世紀の天文学者らも同様で、19世紀半ばにイギリスの王室天文官を務めたフランシス・ベイリーが編纂した全天星表『The Catalogue of Stars of the British Association for the Advancement of Science』、いわゆる『BAC星表』でも Carina は独立した星座ではなく、あくまでアルゴ座の小区画 (subdivision) として扱われた。
巨大なアルゴ座とその中にある小区画、という入れ子構造に不満を覚える天文学者も少なくなかった。19世紀後半のアメリカの天文学者ベンジャミン・グールドもその一人であった。1879年、アルゼンチン国立天文台で台長の職にあったグールドは、南天の観測記録を元に星表『Uranometria Argentina』を刊行した。グールドはこの星表を編纂するにあたって、大き過ぎるが故に不便なことの多いアルゴ座に対して以下の要領で改変することとした。
1. ラカイユが設定したアルゴ座の領域を、Carina（りゅうこつ座）、Puppis（とも座）、Vela（ほ座）の3つの星座に置き換える。
2. ラカイユがアルゴ座の星に付したギリシア文字符号はそのまま残し、分割された3つの星座に新たなギリシア文字符号は付さない。
3. ラカイユが Carina、Puppis、Vela の各星座の星に付したラテン文字の符号は、R以降の大文字を除いてそのまま使われる。R以降の大文字は「アルゲランダー記法」による変光星の命名のために取り置くこととする。

このグールドによる改変によって、りゅうこつ座は独立した星座として扱われるようになった。また、ラカイユがギリシア文字を付した星として α・β・ε・η・ι・θ・υ・χ・ω の9個だけがりゅうこつ座の星として残された。そのため、りゅうこつ座には現在もγ星やδ星などは存在しない。
1922年5月にローマで開催されたIAUの設立総会で現行の88星座が提案された際、ラカイユ以降に「アルゴ座」とされていた領域は、Carina（りゅうこつ座）、Puppis（とも座）、Vela（ほ座）の3つに分割されることが決定され、りゅうこつ座の星座名は Carina、略称は Car と正式に定められた。

### 中国
ドイツ人宣教師イグナーツ・ケーグラー（戴進賢）らが編纂し、清朝乾隆帝治世の1752年に完成・奏進された星表『欽定儀象考成』では、りゅうこつ座の恒星は二十八宿の南方朱雀七宿の第一宿「井宿」、第二宿「鬼宿」と、明代から新たに設けられた「近南極星」に配されていた。井宿では、α星が寿老人を表す星官「老人」に充てられた。鬼宿では、χ星が星官「天社」に充てられた。近南極星では、s・η・u の3星が星官「海山」に、ε・ι・h・l・υ・a・c・i の8星が「海石」に、q・p・θ・ω・β・I の6星が「南船」に、それぞれ充てられていた。

## 呼称と方言
日本では、明治末期には「龍骨」という訳語が充てられていたことが、1910年（明治43年）2月刊行の日本天文学会の会報『天文月報』第2巻11号に掲載された「星座名」という記事でうかがい知ることができる。この訳名は、1925年（大正14年）に初版が刊行された『理科年表』にも「龍骨（りゅうこつ）」として引き継がれた。戦後の1952年（昭和27年）7月に日本天文学会が「星座名はひらがなまたはカタカナで表記する」とした際に、Carina の日本語の学名は「りゆうこつ」と定められた。さらに1974年（昭和49年）1月に刊行された『学術用語集（天文学編）』では、現代仮名遣いに改めた「りゅうこつ」が星座名とされた。これ以降は「りゅうこつ」という学名が継続して用いられている。
現代の中国では船底座と呼ばれている。